# دار الإفتاء الفلسطينية
دار الإفتاء الفلسطينية واسمها السابق دار الفتوى والبحوث الإسلامية تعتبر أعلى مرجعية دينية اجتهادية في فلسطين، أنشأت بقرار رئاسي بتاريخ 1994/10/16م وهي ترتبط برئيس السلطة الوطنية الفلسطينية وفقاً للمرسوم الرئاسي المذكور والذي أكد بالمرسوم الصادر في 2005/6/3م ، ونظراً للدور الريادي الذي يلعبه رجال الإفتاء في فلسطين في الإجابة عن أسئلة الناس واستفتاءاتهم الدينية في مختلف مجالات الحياة في العبادات والمعاملات والعقائد والأخلاق وبيان الأحكام الشرعية في المعاملات المادية والاجتماعية وغيرها، فقد تم استحداث خمس عشرة دار للإفتاء خلال عشر سنوات أنشئ أولها في مدينة القدس بتاريخ 20 / 10 / 1994م .

## أعضاء مجلس الإفتاء الفلسطيني الأعلى

### أعضاء المجلس (25 نوفمبر 2015 - حتى الآن)[2]
| الاسم                            | الصفة                                    |
| -------------------------------- | ---------------------------------------- |
| الشيخ محمد حسين (رئيسًا)          | رئيس المجلس                              |
| الشيخ حسن اللحام (عضوًا)          | مفتي غزة                                 |
| الشيخ إحسان عاشور (عضوًا)         | مفتي خانيونس                             |
| الشيخ حسن جابر (عضوًا)            | مفتي رفح                                 |
| الشيخ إبراهيم عوض الله (عضوًا)    | مفتي رام الله والبيرة                    |
| الشيخ عمار بدوي (عضوًا)           | مفتي طولكرم                              |
| الشيخ محمد مسودة (عضوًا)          | مفتي الخليل                              |
| الشيخ محمد يوسف محمد (عضوًا)      | مفتي نابلس                               |
| الشيخ محمد أبو الرب (عضوًا)       | مفتي جنين                                |
| الشيخ عطا المحتسب (عضوًا)         | رئيس محكمة الاستئناف الشرعية بالقدس      |
| الشيخ خميس عابدة (عضوًا)          | وزارة الأوقاف والشؤون الدينية الفلسطينية |
| الشيخ محمد صلاح (عضوًا)           | مفتي قوى الأمن الفلسطينية                |
| الشيخ نعيم المصري (عضوًا)         | أستاذ جامعي                              |
| الشيخ محمد مطلق عساف (عضوًا)      | أستاذ جامعي                              |
| الشيخ سامي أبو عرجا (عضوًا)       | أستاذ جامعي                              |
| الشيخ حمزة حمودة (عضوًا)          | أستاذ جامعي                              |
| الشيخ حسن عبد الرحمن أحمد (عضوًا) | أستاذ جامعي                              |
| الشيخ جمال زيد الكيلاني (عضوًا)   | أستاذ جامعي                              |
| الشيخ لؤي غزاوي (عضوًا)           | أستاذ جامعي                              |